# Karl Blaesing
Karl Blaesing (* 11. Dezember 1901 in Cottbus) war ein deutscher Verwaltungsjurist und Ministerialbeamter.

## Leben
In den 1920er Jahren studierte Blaesing in Berlin Rechtswissenschaft und trat 1921 der katholischen Studentenverbindung KDStV Bavaria Berlin im Cartellverband bei. Während der NS-Zeit war Blaesing als Regierungsrat und Oberregierungsrat in verschiedenen Regierungsbezirken sowie in den während des Zweiten Weltkriegs von Deutschland besetzten Ländern tätig, zuletzt als Militärverwaltungsoberrat und deutscher Bürgermeister von Saloniki in Griechenland, wo er am 1. Oktober 1943 einer Kirchengemeinde Marmor aus dem zerstörten jüdischen Friedhof zur Verfügung stellte. Er trat der SA bei, beantragte am 26. Mai 1937 die Aufnahme in die NSDAP und wurde rückwirkend zum 1. Mai desselben Jahres aufgenommen (Mitgliedsnummer 4.522.634).
Nach dem Zweiten Weltkrieg fand er Anstellung im Bundesinnenministerium, wo er Leiter des Referates II B 6 wurde und sich dabei vor allem mit 131ern befasst haben soll.
In den 1950er und 1960er Jahren wurde Blaesing wiederholt Ziel von Angriffen seitens der DDR, in denen es um die Anprangerung der personellen Kontinuität zwischen dem NS-Staat und der Bundesrepublik und insbesondere um die Übernahme von tatsächlich oder angeblich belasteten Persönlichkeiten in hohe Verwaltungsstellen im westdeutschen Staat ging.
Am 15. März 1968 erhielt Blaesing das Bundesverdienstkreuz 1. Klasse. Zu dem Zeitpunkt wohnte er als Ministerialrat a. D. in Bad Godesberg.